# 듣고 보니 그럴싸
《듣고 보니 그럴싸》는 대한민국의 JTBC에 방송된 예능 프로그램이며, 스토리텔링 프로그램이다.

## 기획 의도
드라마보다도 더 극적인 논픽션의 순간을 소재로 (라디오) 드라마와 예능의 장르를 결합한... 방송 역사상 전무후무, 신개념의 하이브리드 스토리텔링 프로그램? 철저히 사료와 팩트, 취재에 기반하여 쓰인 드라마 대본이 듣는 이들의 귀를 사로잡을 뿐만 아니라... 보는 이들의 눈앞에서도 생생히 펼쳐지는, 기묘한 라디오 극장.

## 방송 일정
| 방송 채널 | 방송 기간                         | 방송 시간                            | 비고 |
| --------- | --------------------------------- | ------------------------------------ | ---- |
| JTBC      | 2023년 3월 15일 ~ 2023년 3월 22일 | 매주 수요일 밤 8시 50분 ~ 10시 30분  |      |
| JTBC      | 2023년 4월 4일 ~ 2023년 6월 6일   | 매주 화요일 밤 10시 30분 ~ 12시 10분 |      |

## 진행자
- 장항준

## 출연진
- 서현철
- 박하선
- 이은지
- 문상훈
- 쓰복만 - 성우 (스토리텔링)

## 에피소드 목록
| 회차 | 방송일          | 제목                                 | 시대적 사건 년도 | 게스트 | 비고 |
| ---- | --------------- | ------------------------------------ | ---------------- | ------ | ---- |
| 1회  | 2023년 3월 15일 | 65억 금괴 도난사건                   | 2014년           | 오나라 |      |
| 2회  | 3월 22일        | 용인 일가족 살인 사건                | 2017년           | 김남희 |      |
| 3회  | 4월 4일         | 충정아파트 사기 사건                 | 1950년대         | 서현우 |      |
| 4회  | 4월 11일        | 부산 초등학생 유괴 살인 사건         | 1994년           | 박병은 |      |
| 5회  | 4월 18일        | 인천 과외 제자 폭행 및 상해치사 사건 | 2013년           | 방민아 |      |
| 6회  | 4월 25일        | 정부종합청사 공시생 성적조작 사건    | 2016년           | 이주승 |      |
| 7회  | 5월 2일         | 경주 여고생 실종 사건                | 2012년           | 조달환 |      |
| 8회  | 5월 9일         | 한필화 한필성 남매                   | 광복 해방 이후   | 전석호 |      |
| 9회  | 5월 16일        | 김수임 사건                          | 1911~1950년      | 임주환 |      |
| 10회 | 5월 23일        | 뭄바이 연쇄 테러                     | 2008년           | 김정태 |      |
| 11회 | 5월 30일        | 안두희 피살 사건                     | 1996년           | 이문식 |      |
| 12회 | 6월 6일         | 응암동 지하실 살인 사건              | 1997년 ~ 2002년  | 김의성 |      |

## 참고 사항
- SBS 프로듀서 출신인 김규형 PD는 JTBC로 이적한 뒤, 첫 예능 프로그램 작품이다.
- 이 이야기는 실화를 바탕으로[4] 각색 내용을 포함되어 있으나, 재구성한 것으로 밝힌다.